# Théodore Synadénos
Théodore Synadénos est un membre de l'aristocratie militaire et terrienne de l'Empire byzantin au XIVe siècle.
Il fait partie des premiers soutiens à Andronic III qui se révolte contre son grand-père Andronic II qui vient de le priver de ses droits à la succession. Après la paix entre les « deux Andronic » en 1322, les tensions restent vivaces et Théodore pousse Andronic III à se révolter à nouveau alors que sa popularité est en pleine croissance dans le territoire de l'empire. Andronic III parvient à prendre le contrôle de la Macédoine et, grâce aux contacts de Théodore Synadénos et de Jean Cantacuzène à Constantinople, il parvient à pénétrer dans la ville et à prendre le pouvoir. En récompense, Théodore Synadénos devient éparque de Constantinople. Il semble avoir contraint Andronic II à prendre l'habit monastique et à renoncer de facto à toute prétention impériale avant de lui faire signer un document par lequel il abandonne officiellement la dignité impériale.
Il devient ensuite gouverneur général de l'Épire lorsqu'Andronic parvient à reprendre le contrôle de ce territoire en 1337. En 1340, il devient gouverneur de Thessalonique mais dès l'année suivante, il doit faire face à la guerre civile entre la régence et Jean Cantacuzène. Synadénos soutient discrètement Cantacuzène mais il doit faire face à la révolte anti-aristocratique des zélotes qui le chassent de la ville.